# Kumbe
Kumbe (ou Kumbe Bakundu) est un village du Cameroun situé dans le département de la Meme et la Région du Sud-Ouest. Il fait partie de la commune de Konye.

## Population
En 1967 la localité comptait 155 habitants, principalement des Bakundu du groupe Oroko.
Lors du recensement de 2005, la localité comptait 730 personnes.